# 松樹凛
松樹 凛（まつき りん、1990年 -）は、日本のSF作家。日本SF作家クラブ会員。

## 経歴
- 慶應義塾大学推理小説同好会出身。
- 2021年、「ペンを取ってくれませんか？」で第8回日経星新一賞優秀賞東京エレクトロン賞を受賞[1]。
- 同年、「射手座の香る夏」（「夜の果て、凪の世界」より改題）で第12回創元SF短編賞を受賞[2]。同作は「Genesis 時間飼ってみた　創元日本SFアンソロジー」に収録。

## 作品

### 単行本
- 『射手座の香る夏』（2024年2月、東京創元社・創元日本SF叢書）
  - 収録作品:射手座の香る夏 / 十五までは神のうち / さよなら、スチールヘッド / 影たちのいたところ

### アンソロジー収録作品
- 「射手座の香る夏」 - 『Genesis 時間飼ってみた 創元日本SFアンソロジー』(2021年10月、東京創元社)

### 雑誌等掲載作品
- 「影たちのいたところ」 - 『紙魚の手帖』vol.03 FEBRUARY 2022(2022年2月、東京創元社)
- 「十五までは神のうち」 - Web東京創元社マガジン[3](2022年12月、東京創元社)
- 「ぼくらが夕闇を埋めた場所」 - 『小説推理』2025年1月号(2024年11月、双葉社)